# Luke Gazdic
Luke Gazdic (Toronto, Ontario, Kanada, 25. srpnja 1989.) kanadski je profesionalni hokejaš na ledu koji igra na poziciji lijevog krila. Trenutačno je član Dallas Starsa koji se natječe u NHL-u, odnosno njegove podružnice Texas Stars koji se natječe u AHL-u.

## Karijera
Gazdic karijeru započinje u OPJHL u sezoni 2004./05. Tad odigrava tek jednu utakmicu za North York Rangerse. Sljedeće sezone bolju priliku dobiva u Wexford Raidersima koji se natječu u istoj ligi. U sezoni 2006./07. prelazi u Erie Otters koji se natječe u OHL-u te tamo provodi tri godine. U dresu Ottersa upisao je 188. nastupa pri čemu je prikupio 72 boda, odnosno, postigao je 42 gola i 30 asistencija. Za klub je nastupio i u pet utakmica doigravanja. Krajem sezone i početkom sljedeće odigrao je nekoliko utakmica za Idaho Steelheads.

### Dallas Stars (2009.)
Na draftu 2007. godine u 2. krugu kao 172. izbor odabrali su ga Dallas Stars. Za klub potpisuje 2009. godine. Od sezone 2009./10. nalazi se u podružnici Texas Stars koja se natječe u AHL-u.

## Statistika karijere
Bilješka: OU = odigrane utakmice, G = gol, A = asistencija, Bod = bodovi, KM = kaznene minute
| 2004./05.       | North York Rangers | OPJHL           | 1  | 0  | 0  | 0  | 0   | — | — | — | — | — |
| 2005./06.       | Wexford Raiders    | OPJHL           | 47 | 17 | 16 | 33 | 105 | — | — | — | — | — |
| 2006./07.       | Erie Otters        | OHL             | 58 | 5  | 8  | 13 | 136 | — | — | — | — | — |
| 2007./08.       | Erie Otters        | OHL             | 67 | 17 | 12 | 29 | 144 | — | — | — | — | — |
| 2008./09.       | Erie Otters        | OHL             | 63 | 20 | 10 | 30 | 127 | 5 | 0 | 0 | 0 | 9 |
| 2008./09.       | Idaho Steelheads   | ECHL            | 2  | 1  | 0  | 1  | 14  | 2 | 0 | 0 | 0 | 0 |
| 2009./10.       | Idaho Steelheads   | ECHL            | 4  | 1  | 1  | 2  | 10  | — | — | — | — | — |
| 2009./10.       | Texas Stars        | AHL             | 18 | 2  | 0  | 2  | 60  |   |   |   |   |   |
| Sveukupno - AHL | Sveukupno - AHL    | Sveukupno - AHL | 18 | 2  | 0  | 2  | 60  |   |   |   |   |   |

## Vanjske poveznice
- Profil na NHL.com
- Profil na theAHL.com
- Profil na The Internet Hockey Database